# Semilly
Semilly è un comune francese di 94 abitanti situato nel dipartimento dell'Alta Marna nella regione del Grand Est.

## Società

### Evoluzione demografica
Abitanti censiti